# Lucas Bretschger

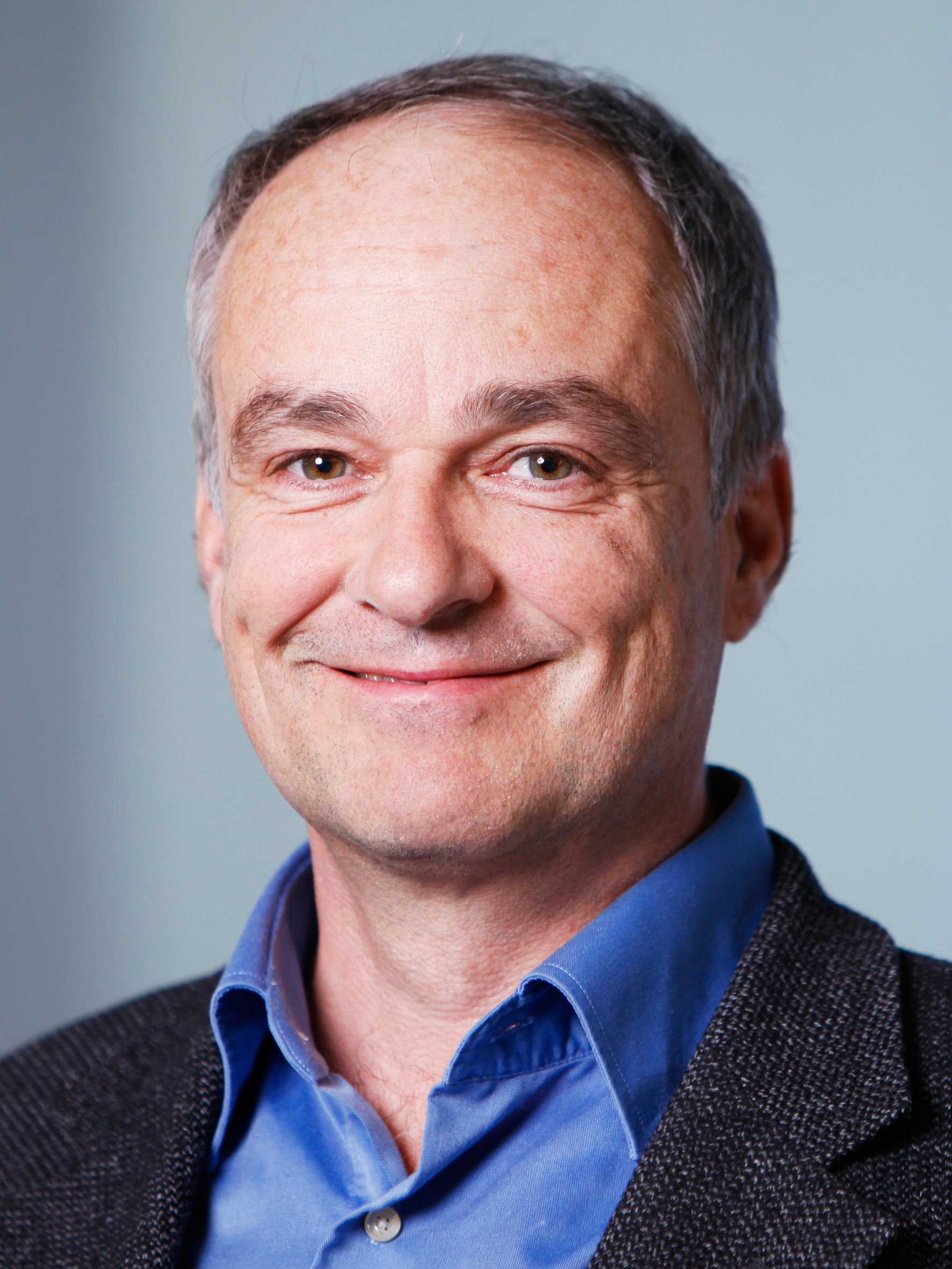
Lucas Bretschger (2014)

Lucas Bretschger (geboren am 12. August 1958 in Zürich) ist ein schweizerisch-französischer Ökonom, der insbesondere für seine Arbeit im Bereich der Umwelt- und Ressourcenwirtschaft Ansehen erlangte. Er spielte eine zentrale Rolle bei der Gestaltung der Klimawandelpolitik der Schweiz sowie anderer Länder. Er fungierte als Berater der Schweizer Regierung sowie als Teil der Schweizer Klimadelegation bei den UN-Klimakonferenzen, einschliesslich der COP21.
Bretschger ist Professor am Lehrstuhl für Economics/Resource Economics an der ETH Zürich, wo er das Department for Management, Technology and Economics mitbegründete und leitete. Er ist der Direktor des Centre for Economic Research als auch Associated Chair am Center for Energy Policy and Economics an der ETH Zürich. Seit 2009 ist Bretschger auch External Research Associate beim Oxford Center for the Analysis of Resource-Rich Economies.

## Leben
Lucas Bretschger wurde in Zürich in der Schweiz geboren. Seine Ausbildung und streben nach Wissen begannen an der Grundschule in Zürich-Fluntern, die er ab dem Alter von sieben Jahren besuchte. Gemäss seiner Interessen an Wissenschaft und Kunst, führte er seine Ausbildung am Literargymnasium Rämibühl in Zürich und später an der Universität Zürich fort, wo er von 1977 bis 1982 Ökonomie mit Diplomabschluss studierte. Nach Abschluss seines Studiums arbeitete er als Finanzanalyst bei der Zürcher Kantonalbank (1983–1984) und schrieb sich für ein Doktorat an der Universität Zürich ein, das er 1988 abschloss. Während dieser Zeit erhielt er die Position als Research Fellow am Institute of Empirical Research in Economics (IEW). Später, von 1990 bis 1991, verbrachte Bretschger ein Jahr an der Princeton University als Gast-Wissenschaftler. Nach seiner Rückkehr in die Schweiz erhielt er die venia legendi an der Universität Zürich und eine Position als Gastwissenschaftler an den Universitäten Konstanz, La Paz, sowie Greifswald, wo er 1999 zum vollwertigen Professor ernannt wurde.
Im Jahr 2003 wurde Bretschger Teil der Fakultät der ETH Zürich als vollwertiger Professor und Leiter des Lehrstuhls für Resource Economics. Von 2005 bis 2007 übernahm er die Leitung des Departments for Management, Technology and Economics an der ETH Zürich und etablierte die SURED-Konferenz auf dem Monte Verità. Diese wurde zu einer der zentralen Veranstaltungen im Bereich der Ressourcen- und Umweltökonomie. 2016 wurde er zum Präsidenten der European Association of Environmental and Resource Economists (EAERE) und besetzte diese Stelle für zwei Jahre.

## Politische Arbeit
Zusätzlich zu seinen akademischen Erfolgen gestaltete Bretschger massgeblich die Schweizer Klimapolitik mit und nahm an verschiedenen Konferenzen als Mitglied der Schweizer Delegation teil, insbesondere an den Pariser Klimaverhandlungen von 2015 (COP21).

## Forschungsinteresse
Lucas Bretschgers Forschungsinteressen umfassen unter anderem die Dynamiken der Ressourcenverwendung, endogene Wachstumsmodelle, Handel und Entwicklungsökonomie, Umwelt- und Regionalökonomie, Innovation, technischer Wandel und nachhaltige Entwicklung.
Der zentrale Fokus seiner Forschung lag von Beginn seiner Karriere auf der effizienten Verwendung von Ressourcen. Der grösste Teil seiner Arbeit bezieht sich auf die Dynamiken der Ressourcenverwendung und die nachhaltige Verwendung begrenzter Ressourcen zur Sicherung einer wohlhabenden Zukunft. Darüber hinaus hat seine Arbeit an endogenen Wachstumsmodellen die komplizierten Zusammenhänge zwischen ökonomischem Wachstum, technologischem Fortschritt und Umweltthemen beleuchtet und so das Verständnis der Treibkräfte hinter grünem Wachstum vertieft.
Bretschgers Arbeit hatte auch einen Einfluss auf den Nexus zwischen Handel, ökonomischer Entwicklung und der Umwelt. Seine Forschung im Bereich der Umwelt- und Regionalökonomie deckte auf, wie Regionen und Nationen ökonomische Entwicklung und die Schonung der Umwelt balancieren könnten.
Darüber hinaus enthalten Bretschgers Aufsätze wichtige Erkenntnisse über Prozesse der Innovation sowie der Biased Technical Change Models. Diese Erkenntnisse bieten politischen Entscheidungsträgern eine Grundlage dafür, wie technologischer Fortschritt eingesetzt werden kann, um nachhaltige Entwicklung voranzutreiben.
Lucas Bretschger hat zahlreiche Artikel in internationalen Journalen publiziert und mehrere Lehrbücher im Bereich der Ökonomie verfasst.  Seine bekanntesten Arbeiten wurden in den folgenden Journalen publiziert: European Economic Review, International Economics and Economic Policy, Environmental and Resource Economics, Ecological Economics, Macroeconomic Dynamics, Journal of Environmental Economics and Management, Journal of Banking and Finance, Resource and Energy Economics, Journal of Economic Dynamics and Control, and Annual Review of Resource Economics.

## Lehre und Betreuung
Während seiner Zeit an der ETH Zürich war Lucas Bretschger aktiv in der Lehre und Betreuung von Master-Studenten, Doktoranden und Post-Docs involviert und hat somit erheblich zur akademischen und professionellen Entwicklung zahlreicher einflussreicher Ökonomen beigetragen, darunter auch Karren Pittel, Thomas Steger, Alexandra Brausmann, Christa Brunnschweiler, Simone Valente, und viele andere.

## Auszeichnungen und Preise
Bretschger erhielt verschiedene Auszeichnungen für seinen Beitrag zur ökonomischen Forschung, EAERE-Auszeichnung, darunter zwei von der Swiss Society of Economics and Statistics und der Swiss Society for Business Cycle Research. In Anerkennung seiner ausgezeichneten Lehre verlieh ihm die ETH Zürich die goldene Eule.

## Belege
1. ↑  Homepage. Abgerufen am 14. August 2023 (englisch).
2. ↑  Homepage. 9. August 2023, abgerufen am 14. August 2023 (englisch).
3. ↑  Oxford Centre for the Analysis of Resource-Rich Economies (OxCarre). Abgerufen am 14. August 2023 (englisch).
4. ↑  Homepage. Abgerufen am 14. August 2023 (englisch).
5. ↑  Homepage - Department of Management, Technology, and Economics. 27. Juli 2023, abgerufen am 14. August 2023 (englisch).
6. ↑  ETH Zurich. Abgerufen am 20. August 2023 (englisch).
7. 1 2  Kirill Borissov, Lucas Bretschge: Optimal Carbon Policies in a Dynamic Heterogenous World,. In: European Economic Review. 148. Jahrgang, 2022, S. 104–253 (englisch, sciencedirect.com).
8. ↑  Lucas Bretschger, Sjak Smulders: Sustainability and Substitution of Exhaustible Natural Resources; How Resource Prices Affect Long-Term R&D-Investments. In: Journal of Economic Dynamics and Control. 64. Jahrgang, Nr. 3, 2012, S. 536–549 (englisch, sciencedirect.com).
9. ↑  Lucas Bretschger, Filippo Lechthaler, Sebastian Rausch, Lin Zhang: Knowledge Diffusion, Endogenous Growth, and the Costs of Global Climate Policy. In: European Economic Review. 93. Jahrgang, S. 47–72, doi:10.1016/j.euroecorev.2016.11.012 (englisch).
10. ↑  Lucas Bretschger, Simone Valente: Productivity Gaps and Tax Policies Under Asymmetric Trade. In: Macroeconomic Dynamics. 22. Jahrgang, Nr. 6, 2018, S. 1391–1427 (englisch, cambridge.org).
11. ↑  Lucas Bretschger, Simone Valente: Endogenous Growth, Asymmetric Trade and Resource Dependence. In: Journal of Economic Dynamics and Control. 36. Jahrgang, Nr. 4, 2012, S. 536–549, doi:10.1016/j.jeem.2012.01.008 (englisch).
12. ↑  Lucas Bretschger, Susanne Soretz: Stranded Assets: How Policy Uncertainty affects Capital, Growth, and the Environment. In: Environmental and Resource Economics. 83. Jahrgang, Nr. 2, 2022, S. 261–288 (englisch, springer.com).
13. ↑  Lucas Bretschger: Is the Environment Compatible with Growth? Adopting an Integrated Framework. In: Annual Review of Resource Economics. 9. Jahrgang, 2017, S. 185–207 (englisch, annualreviews.org).
14. ↑  Lucas Bretschger: Economics of Technological Change and the Natural Environment: How Effective are Innovations as a Remedy for Resource Scarcity? In: Ecological Economics. 54. Jahrgang, Nr. 2–3, 2005, S. 148–163 (englisch, repec.org).
15. ↑  Sjak Smulders, Lucas Bretschger, Egli Hannes: Economic Growth and the Diffusion of Clean Technologies: Explaining Environmental Kuznets Curves. In: Environmental and Resource Economics. 49. Jahrgang, Nr. 1, 2011, S. 79–99 (englisch, springerlink.com [PDF]).
16. ↑  Former Staff Members. Abgerufen am 20. August 2023 (englisch).
17. ↑  Golden Owl of the VSETH. Abgerufen am 15. August 2023 (englisch).

| Personendaten    | Personendaten                      |
| ---------------- | ---------------------------------- |
| NAME             | Bretschger, Lucas                  |
| KURZBESCHREIBUNG | schweizerisch-französischer Ökonom |
| GEBURTSDATUM     | 12. August 1958                    |
| GEBURTSORT       | Zürich                             |